# NGC 3881
NGC 3881 је лентикуларна галаксија у сазвежђу Велики медвед која се налази на NGC листи објеката дубоког неба.
Деклинација објекта је + 33° 6' 25" а ректасцензија 11h 46m 34,4s. Привидна величина (магнитуда) објекта NGC 3881 износи 14,5 а фотографска магнитуда 15,4. NGC 3881 је још познат и под ознакама MCG 6-26-34, CGCG 186-46, NPM1G +33.0232, PGC 36722.